# Pitrufquen (kommun i Chile)
Pitrufquen är en kommun i Chile.   Den ligger i provinsen Provincia de Cautín och regionen Región de la Araucanía, i den södra delen av landet, 600 km söder om huvudstaden Santiago de Chile.
I omgivningarna runt Pitrufquen växer huvudsakligen savannskog. Runt Pitrufquen är det ganska glesbefolkat, med 24 invånare per kvadratkilometer.